# اشتفان تاشنادی
اشتفان تاشنادی (رومانیایی: Ștefan Tașnadi; ۲۱ مارس ۱۹۵۳ – ۲۸ فوریهٔ ۲۰۱۸) وزنه‌بردار اهل رومانی بود.
وی در مسابقات کشوری و بین‌المللی در مجموع برندهٔ ۱ مدال نقره شده‌است.